# トヨタドライビングスクール群馬

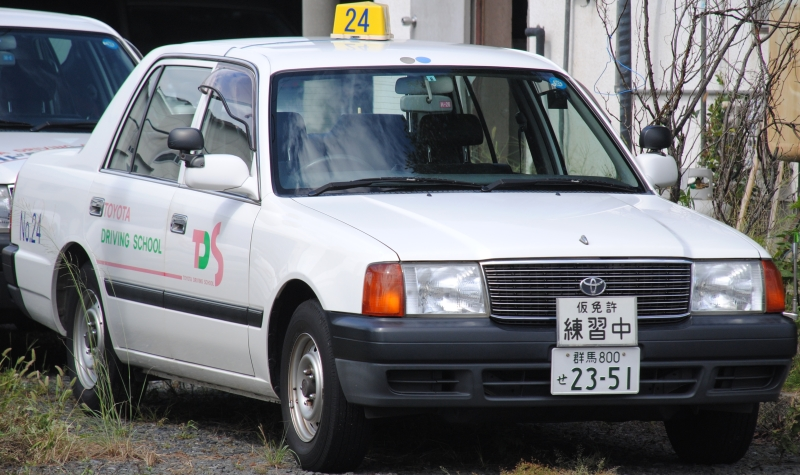
教習車（コンフォート）

トヨタドライビングスクール群馬（トヨタドライビングスクールぐんま Toyota Driving School Gunma）は、群馬県桐生市にある株式会社トヨタ東京教育センターが運営する自動車学校。姉妹校には中部日本自動車学校、トヨタドライビングスクール東京がある。
以前は東群馬自動車教習所として別会社が経営していたが、平成19年10月に売却され同年12月より現在のトヨタドライビングスクール群馬として営業している。

## 概要
2007年（平成19年）10月に群馬事業所「東群馬自動車教習所桐生支所」として開設。同年12月に現在の名称に改める。沼田支所は谷川ドライビングスクールとして独立。

## 取扱車種
- 普通自動車（MT・AT）
- 準中型自動車
- 中型自動車
- 大型自動車
- 普通自動二輪車（MT・AT）
- 普通自動二輪車小型限定（MT・AT）
- 大型自動二輪車（MTのみ）
- フォークリフト

## 教習車
- トヨタ・コンフォート
- トヨタ・プリウス
- 日野・デュトロ
- いすゞ・フォワード
- 日野・プロフィア
- ホンダ・CB400SF
- ホンダ・CB125F
- ホンダ・NC750
- ホンダ・CB750